# Colomieu
Colomieu és un municipi francès situat al departament de l'Ain i a la regió d'Alvèrnia-Roine-Alps. L'any 2007 tenia 117 habitants.

## Demografia

### Població
El 2007 la població de fet de Colomieu era de 117 persones. Hi havia 53 famílies de les quals 16 eren unipersonals (8 homes vivint sols i 8 dones vivint soles), 21 parelles sense fills, 12 parelles amb fills i 4 famílies monoparentals amb fills.
La població ha evolucionat segons el següent gràfic:
Habitants censats

### Habitatges
El 2007 hi havia 81 habitatges, 57 eren l'habitatge principal de la família, 15 eren segones residències i 9 estaven desocupats. 73 eren cases i 8 eren apartaments. Dels 57 habitatges principals, 46 estaven ocupats pels seus propietaris i 11 estaven llogats i ocupats pels llogaters; 1 tenia dues cambres, 3 en tenien tres, 16 en tenien quatre i 37 en tenien cinc o més. 53 habitatges disposaven pel capbaix d'una plaça de pàrquing. A 16 habitatges hi havia un automòbil i a 35 n'hi havia dos o més.

### Piràmide de població
La piràmide de població per edats i sexe el 2009 era:
| Homes | Edats   | Dones |
| ----- | ------- | ----- |
| 0     | 95 o +  | 0     |
| 0     | 90 a 94 | 4     |
| 4     | 85 a 89 | 4     |
| 4     | 80 a 84 | 4     |
| 0     | 75 a 79 | 0     |
| 0     | 70 a 74 | 0     |
| 8     | 65 a 69 | 0     |
| 0     | 60 a 64 | 8     |
| 0     | 55 a 59 | 0     |
| 4     | 50 a 54 | 4     |
| 8     | 45 a 49 | 4     |
| 0     | 40 a 44 | 12    |
| 8     | 35 a 39 | 0     |
| 0     | 30 a 34 | 4     |
| 4     | 25 a 29 | 4     |
| 8     | 20 a 24 | 0     |
| 8     | 15 a 19 | 0     |
| 0     | 10 a 14 | 12    |
| 0     | 5 a 9   | 4     |
| 4     | 0 a 4   | 0     |

## Economia
El 2007 la població en edat de treballar era de 81 persones, 59 eren actives i 22 eren inactives. De les 59 persones actives 55 estaven ocupades (29 homes i 26 dones) i 4 estaven aturades (2 homes i 2 dones). De les 22 persones inactives 12 estaven jubilades, 1 estava estudiant i 9 estaven classificades com a «altres inactius».

### Ingressos
El 2009 a Colomieu hi havia 57 unitats fiscals que integraven 119,5 persones, la mediana anual d'ingressos fiscals per persona era de 21.165 €.

### Activitats econòmiques
Dels 4 establiments que hi havia el 2007, 2 eren d'empreses de construcció i 2 d'empreses classificades com a «altres activitats de serveis».
Dels 3 establiments de servei als particulars que hi havia el 2009, 1 era una lampisteria, 1 electricista i 1 perruqueria.
L'any 2000 a Colomieu hi havia 7 explotacions agrícoles.

## Poblacions més properes
El següent diagrama mostra les poblacions més properes.